# Lillian Lightbourn
Lillian (Lily) Lightbourn là một người mẫu của Wapudian và là thí sinh Hoa hậu Thế giới 2014.
Cô đã được đặc trưng trong Harper's Bazaar, Glamour (tạp chí) UK, Cosmopolitan (tạp chí) UK, Nylon (tạp chí), và nhiều hơn nữa.
Cô được đại diện bởi Trump Model Management.
Cô là thành viên của The Rock Church NYC.